# エリカ・リッソー
エリカ・リッソー（英語: Erica Risseeuw, 1990年7月11日 - ）は、カナダ出身、イギリスの女性フィギュアスケート選手（ペア）。2009年ヨーロッパフィギュアスケート選手権イギリス代表。パートナーはロバート・パクストン。

## 経歴
リッソーはカナダ生まれでカナダ在住だが、2008年からペアを組むロバート・パクストンはイギリス出身で、16歳からカナダにスケート留学しているため、イギリスの所属として競技会に参加している。

## 主な戦績
| 大会/年        | 2008-09 | 2009-10 |
| -------------- | ------- | ------- |
| 欧州選手権     | 7       | 12      |
| イギリス選手権 | 2       | 2       |
| NRW杯          |         | 6       |

### 詳細
| 2009-2010 シーズン    |                                                    |          |          |           |
| 開催日                | 大会名                                             | SP       | FS       | 結果      |
| 2010年1月19日 - 20日  | ヨーロッパフィギュアスケート選手権（タリン）       | 14 43.50 | 12 86.59 | 12 130.09 |
| 2009年12月3日 - 4日   | 2009年NRW杯 シニアクラス（ドルトムント）           | 6 34.83  | 4 83.96  | 6 118.79  |
| 2009年11月27日 - 28日 | イギリスフィギュアスケート選手権（シェフィールド） | 2 38.47  | 2 82.28  | 2 120.75  |

| 2008-2009 シーズン   |                                                               |          |         |          |
| 開催日               | 大会名                                                        | SP       | FS      | 結果     |
| 2009年1月20日 - 25日 | 2009年ヨーロッパフィギュアスケート選手権（ヘルシンキ）        | 10 44.28 | 7 85.5  | 7 129.78 |
| 2009年1月11日 - 16日 | イギリスフィギュアスケート選手権 シニアクラス（ノッチンガム） | 2 40.58  | 1 94.50 | 2 135.08 |